# AK-63
El AK-63 (también conocido en el servicio militar húngaro como el AMM) es una variante húngara del fusil de asalto AKM ruso fabricado por la empresa estatal Fegyver- és Gépgyár (FÉG) en Hungría desde 1977. Es usada por las Fuerzas Armadas de Hungría. 
En el servicio húngaro el AK-63 reemplazó al AMD-65, que es idéntico pero con aspectos como un protector de calor modificado y un guardamano vertical delantero bajo el cañón. Aunque el AKM-63 estaba en servicio desde 1963, fue más expansiva para figurar. En los años 70 el Ministerio de Defensa requirió a FÉG la fabricación de un rifle basado en el diseño del más tradicional AKM. A finales de 1977 el AK-63 fue adoptado por el Ejército Popular Húngaro. En 1978 FÉG añadió una versión de culata plegable del AKMS al AK-63 a su catálogo; a partir de entonces el AK-63 de culata fija es conocido como el AK-63F (culata de madera) y la versión de culata plegable fue llamada AK-63D (descendiente). En el servicio húngaro las variantes del AK-63 F y D son llamadas AMM y AMMSz respectivamente.

## Rasgos
El AK-63F y D (AMM y AMMSz) ambos son idénticos externamente a los AKM y AKMS. La diferencia es que las series del AK-63 retienen el pistolete recto distintivo del AKM-63. El guardamano delantero del AK-63 también es el mismo del AKM (y de muchas copias del AKM hechas en otros países). La madera en el AK-63, como en el AKM-63, es brillante y de una fineza laminada.

## Usuarios de exportación

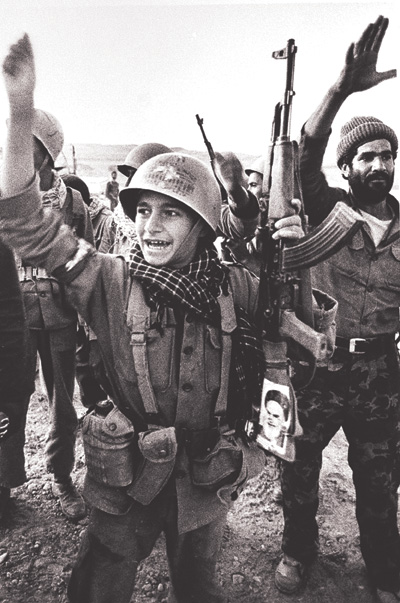
Un soldado iraní en 1982 durante la guerra entre Irán e Irak armado con un AK-63F. Ambos bandos usaron el AK-63 durante ese conflicto.

Durante la Guerra Fría las series del AK-63 fueron exportadas a un número de naciones en Europa oriental, el Oriente Medio, África y América. Irak bajo el gobierno de Sadam Huseín fue el primer gran exportador en recibir el AK-63 en 1979 para equipar a sus fuerzas armadas. Esos rifles debutaron en combate en las manos de soldados iraquíes durante la guerra entre Irán e Irak (1980-1988). Durante la guerra los soldados de los Cuerpos de la Guardia Revolucionaria Islámica (CGRI) de Irán y la milicia Basij también estaban armados con el AK-63; ellos también usaban los fusiles capturados a los iraquíes (los iraníes también usaron las versiones del AK de China y Corea del Norte, que son los Tipo 56 y Tipo 58 respectivamente), aunque Irán también recibió algunas armas soviéticas desde Libia y Siria. El AK-63 fue usado por las fuerzas iraquíes durante la guerra del Golfo en 1990-91, y posteriormente fue usado por chiitas y kurdos durante las insurrecciones en Irak a inicios de los años 90.
El AK-63 fue exportado al gobierno del Frente Sandinista de Liberación Nacional (FSLN) en Nicaragua, que la usó para luchar contra los Contras en los años 80. Un número significativo de AK-63 también fue enviado a la guerrilla del Frente Farabundo Martí para la Liberación Nacional (FMLN) en El Salvador, de 1984 a 1985, durante la guerra civil de ese país (1980-1992); una estimación sugiere que por lo menos 11.000 fusiles AK-63 se enviaron a esa región en un periodo de 5 años. Desde el final de la Guerra Fría el AK-63 ha estado regularmente en las manos de militantes en Somalia y Zambia, y también la usaron las fuerzas de Croacia durante su guerra de independencia.
En 1985 una versión semiautomática del AK-63 fue exportada a Estados Unidos para el uso civil. Importada por Kassnar (de Harrisburg, Pensilvania), como SA-85M, solamente es conseguible en su forma “pre-prohibición” por unos pocos años antes de la prohibición de la importación de armas de asalto de 1989; solamente 7.000 SA-85M pre-prohibición fueron importadas antes de 1989, que es considerada un hito entre los coleccionistas de armas de fuego con altos precios (1.500 dólares o más).

## Variantes

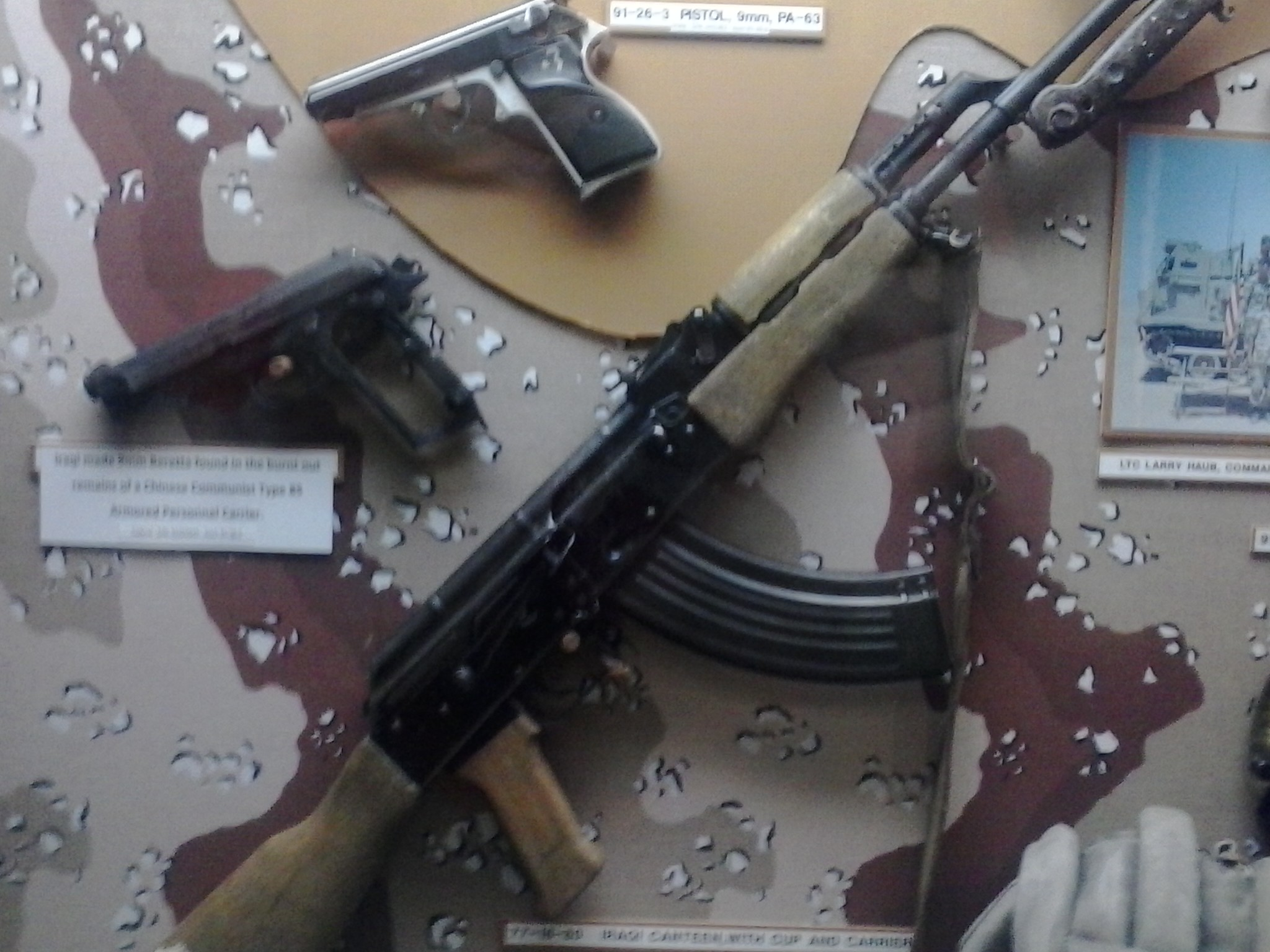
Un AK-63 de culata fija.

- AK-63F (AMM en Hungría): copia básica de culata fija del AKM soviético.
- AK-63D (AMMSZ en Hungría): copia del AKMS con una culata plegable de acero que se pliega hacia abajo.
- AK-63MF: AK-63D modernizado con culata telescópica y riel Picatinny MIL-STD-1913.
- SA-85M: versión semiautomática fabricada para el mercado civil de Estados Unidos; importado por Kassnar en ambas versiones antes y después de la prohibición.